# Olasz Köztársasági Érdemrend
Az Olasz Köztársasági Érdemrendet (olaszul: 'Ordine al Merito della Repubblica Italiana – OMRI') 1951-ben alapították. Célja olasz állampolgárok és külföldiek jutalmazása a tudomány, az irodalom, a művészetek, a gazdaság és a közfeladatok ellátása, valamint a szociális, filantróp és humanitárius tevékenység terén az olasz nemzetnek nyújtott szolgálatokért, valamint a hosszú és jeles szolgálatért. polgári és katonai karrier során”. A kitüntetést az Olasz Köztársaság elnöke nemzetközi megtiszteltetés okán is odaítélheti.

## Története
A monarchia 1946. júniusi felszámolása után az állami kitüntetések rendszerének alapvető átszervezésére volt szükség.  Az 1951. március 3-án létrehozott Olasz Köztársasági Érdemrend de facto felváltotta az 1362-ben alapított Angyalok rendjét és a Szent Mauritius és Lazarus Lovagrendet (1572), a Savoyai Királyi Ház rendjeit, valamint a Savoyai Állami Polgári Érdemrendet (1831) és az Olasz Korona Állami Rendjét (1868). Két másik rendet, a Savoyai Katonai Érdemrendet (1815) és a Munka Érdemrendjét (1901) megújult formában vette át a Köztársaság. Az Olasz Köztársasági Érdemrend azóta Olaszország legmagasabb rangú érdemrendjévé vált. 2001-ben 50. évfordulója alkalmából új jelvényt kapott.

## Rendosztályok
A rend öt osztályból és egy speciális szintből, a nyakékből áll:
| Rendelési osztály                                                                      | 1951-től 2001-ig | 2001-től |
| -------------------------------------------------------------------------------------- | ---------------- | -------- |
| Nagykereszt nagyrendi lánccal </br> (Cavaliere di Gran Croce, Gran Cordone díszítette) |                  |          |
| Nagykereszt </br> (Cavaliere di Gran Croce)                                            |                  |          |
| Nagytiszt </br> (Grande Ufficiale)                                                     |                  |          |
| Parancsnok </br> (Commendatore)                                                        |                  |          |
| tiszt </br> (hivatalos)                                                                |                  |          |
| Lovag </br> (Cavaliers)                                                                |                  |          |

A kitüntetést az olasz köztársasági elnök adja át a miniszterelnök javaslatára és a rendi tanács meghallgatása után. Ez utóbbi a rendi elnöklő kancellárból és további tíz tagból áll (2015-ig 16 fő volt). A kancellárt és a rendi tanács többi tagját az elnök nevezi ki egyszeri hatéves időtartamra a Minisztertanáccsal folytatott konzultációt követően a miniszterelnök javaslatára.
Általános szabály, hogy az első odaítélésre 35 éves korhatárt figyelembe véve kerül sor Évekkel ezelőtt, a lovag osztályban. Ettől a szabálytól az elnök csak néhány kivételes, törvényben szabályozott esetben vagy nemzetközi előzékenységből térhet el. A magasabb rendű osztályt általában csak legalább három év elteltével lehet odaítélni. A díjak átadására általában minden év 2-án kerül sor. június ( Festa della Repubblica ) és 27-én december ( Alkotmány kihirdetése ), a közalkalmazottak kitüntetésére a szolgálati idő lejártakor, a külföldieknek és egyéb különleges esetekben más napokon is.
Ha a kitüntetésben részesülő méltatlannak bizonyul, a kitüntetést a köztársasági elnök a Rendi Tanács meghallgatása után, a miniszterelnök indokolt javaslata alapján visszavonhatja. Az olasz képviselők és szenátorok nem kaphatnak érdemrendet.

## Renddekorációk
1951-től 2001-ig a szalagon és láncon is adható érem fehér, aranyszegélyű keresztből állt, közepén ötágú, arany csillaggal. Kitárt szárnyú arany sasok töltötték be a kereszt sarkait. Mindegyik keresztléc közepén volt egy kis labda. A felső gerendán a golyó fölött egy arany falfestmény korona lebegett, amely viszont a szalaghoz vagy lánchoz volt rögzítve. A szalag zöld, oldalsó csíkokkal. 2001-ben a rend új jelvényeket kapott, melyek a régi Olasz Korona Rendre emlékeztetnek. A rend emblémája most egy fehér zománcozott Ruppert-kereszt, szögleteiben zöld babérkoszorúkkal, felfüggesztésként egyszerű gyűrűvel és arany ötössel, hegyes csillag a középső medálban.

## Rendviselők
A Nagykereszt nagyrendi lánccal (Cavaliere di Gran Croce decorato di Gran Cordone) az olasz elnök hivatalos jelvénye. A legmagasabb kitüntetésként szinte kizárólag külföldi államfőknek ítélik oda. De facto az Annunziate Order utódja.
I. Pál görög király volt az első külföldi államfő, aki 1952 decemberében megkapta a Gran Cordone-t, II. Erzsébet királynő pedig az első női államfő, aki 1958 májusában kapta meg  Bassár el-Aszad szíriai elnököt 2012 szeptemberében megfosztották a kitüntetéstől. 
2015 decemberéig a Nagykeresztet (Cavaliere di Gran Croce) 8936-szor ítélték oda (beleértve a különleges szintet nagy éremlánccal), a Grand Officer osztályt (Grande Ufficiale) 24450-szer, a Commandatore -ot 46914-szer, a Tiszt (Ufficiale) 31 446-szor, a lovag (Cavaliere) 135 448 alkalommal.

## Fordítás
- Ez a szócikk részben vagy egészben  a   Verdienstorden der Italienischen Republik című német Wikipédia-szócikk ezen változatának fordításán alapul.  Az eredeti cikk szerkesztőit annak laptörténete sorolja fel. Ez a jelzés csupán a megfogalmazás eredetét és a szerzői jogokat jelzi, nem szolgál a cikkben szereplő információk forrásmegjelöléseként.